# Чемпионат мира по фехтованию 1936
Чемпионат мира по фехтованию в 1936 году проходил в Сан-Ремо (Королевство Италия); на момент проведения он считался европейским турниром, а статус чемпионата мира ему был присвоен задним числом в 1937 году. В связи с тем, что в этом году проходили Олимпийские игры в Берлине, были проведены состязания лишь по виду, не входившему в олимпийскую программу — командному первенству на рапирах среди женщин.

## Общий медальный зачёт
| Место | Страна              | Золото | Серебро | Бронза | Всего |
| ----- | ------------------- | ------ | ------- | ------ | ----- |
| 1     | Германия            | 1      | 0       | 0      | 1     |
| 2     | Королевство Венгрия | 0      | 1       | 0      | 1     |
| 3     | Австрия             | 0      | 0       | 1      | 1     |
| Всего | Всего               | 1      | 1       | 1      | 3     |

## Медалисты

### Женщины
| Дисциплина                  | Золото                                                           | Серебро                                                                         | Бронза                                                                          |
| --------------------------- | ---------------------------------------------------------------- | ------------------------------------------------------------------------------- | ------------------------------------------------------------------------------- |
| Рапира Командное первенство | Германия · Хедвиг Хас · Хенни Юнгст · Ольга Элькерс · Лени Ослоб | Венгрия · Эрна Богати · Илона Элек · Маргит Элек · Каталин Хорват · Илона Варга | Австрия · Элизабет Грассер · Эллен Прайс · Фрида фон Грегурих · Фридерике Вениш |